# Patti Page
Patti Page, pseudonimo di Clara Ann Fowler (Claremore, 8 novembre 1927 – Encinitas, 1º gennaio 2013), è stata una cantante statunitense.

## Biografia
Clara Ann Fowler, nota con il nome d'arte di Patti Page, è una delle più note cantanti statunitensi di musica tradizionale pop: negli anni cinquanta vendette più dischi in assoluto, oltre 100 milioni. Le venne dato il soprannome di The Singin' Rage.
Nel 1950 il suo singolo The Tennessee Waltz raggiunge la prima posizione nella Billboard Hot 100 per nove settimane e la prima posizione anche in Australia; nel 1952 il singolo I Went to Your Wedding raggiunge la prima posizione nella Billboard Hot 100 per cinque settimane e la prima posizione anche in Australia e nel 1953 con (How Much Is) That Doggie in the Window? raggiunge la prima posizione nella Billboard Hot 100 per otto settimane, la prima posizione anche in Australia e la nona nella Official Singles Chart. Nel 1960 ha recitato nel film Il figlio di Giuda di Richard Brooks, con protagonisti Burt Lancaster e Jean Simmons.
La cantante è morta il 1º gennaio 2013 all'età di 85 anni.

## Discografia

### Album in studio
- 1950 – Patti Page (Mercury Records, MG 25059)
- 1951 – Folk Song Favorites (Mercury Records, MG 25101)
- 1951 – Christmas with Patti Page (Mercury Records, MG 25109) ristampato nel 1955 con brani aggiunti (Mercury Records, MG 20093)
- 1952 – Tennessee Waltz (Mercury Records, MG 25154)
- 1954 – Patti Page Sings for Romance (Mercury Records, MG 25185)
- 1954 – Song Souvenir (Mercury Records, MG 25187)
- 1954 – Just Patti (Mercury Records, MG 25196)
- 1954 – Patti's Songs (Mercury Records, MG 25197)
- 1955 – And I Thought About You (Mercury Records, MG 25209)
- 1955 – So Many Memories (Mercury Records, MG 25210)
- 1956 – You Go to My Head (Mercury Records, MG 20098)
- 1956 – Music for Two in Love (Mercury Records, MG 20099)
- 1956 – The Voices of Patti Page (Mercury Records, MG 20100)
- 1956 – This Is My Song (Mercury Records, MG 20102)
- 1956 – In the Land of Hi-Fi (EmArcy Records, MG 36074)
- 1956 – Manhattan Tower (Mercury Records, MG 20226)
- 1957 – Page 1 - A Collection of Her Most Famous Songs (Mercury Records, MG 20095)
- 1957 – Page 2 - A Collection of Her Most Famous Songs (Mercury Records, MG 20096)
- 1957 – Page 3 - A Collection of Her Most Famous Songs (Mercury Records, MG 20097)
- 1957 – Page 4 - A Collection of Her Most Famous Songs (Mercury Records, MG 20101)
- 1957 – The Waltz Queen (Mercury Records, MG 20318/SR 60049)
- 1958 – The East Side/The West Side (Mercury Records, MGJ2-100) 2 LP
- 1958 – Let's Get Away from It All (Mercury Records, MG 20387/SR 60010)
- 1959 – I've Heard That Song Before (Mercury Records, MG 20388/SR 60011)
- 1959 – On Camera…Patti Page…Favorites from TV (Mercury Records, MG 20398/SR 60025)
- 1959 – Indiscretion (Mercury Records, MG 20405/SR 60059)
- 1959 – I'll Remember April (Mercury Records, MG 20406/SR 60081)
- 1960 – 3 Little Words...Miss Patti Page (Mercury Records, MG 20417/SR 60037)
- 1960 – Just a Closer Walk with Thee (Mercury Records, MG 20573/SR 60233)
- 1960 – Patti Page Sings and Stars in "Elmer Gantry" (Mercury Records, MG 20599/SR 60260)
- 1961 – Patti Page Sings Country and Western Golden Hits (Mercury Records, MR 20615/SR 60615)
- 1962 – Go on Home (Mercury Records, MG 20689/SR 60689)
- 1962 – Patti Sings Golden Hits of the Boys (Mercury Records, MG 20712/SR 60712)
- 1963 – Patti Page on Stage (Mercury Records, MG 20758/SR 60758)
- 1963 – Say Wonderful Things (Columbia Records, CL 2049/CS 8849)
- 1963 – The Singing Rage Patti Page (Mercury Records, MG 20819/SR 60819)
- 1964 – Love After Midnight (Columbia Records, CL 2132/CS 8932)
- 1964 – Blue Dream Street (Mercury Records, MG 20909/SR 60909)
- 1964 – The Nearness of You (Mercury Records, MG 20952/SR 60952)
- 1965 – Y'All Come (Mercury Wing Records, MGW 12295/SRW 16295)
- 1965 – Hush, Hush Sweet Charlotte (Columbia Records, CL 2353/CS 9153)
- 1965 – Christmas with Patti Page (Columbia Records, CL 2414/CS 9214)
- 1966 – Patti Page Sings America's Favorite Hymns (Columbia Records, CL 2505/CS 9305)
- 1966 – Patti Page's Greatest Hits (Columbia Records, CL 2526/CS 9326) non è una compilation
- 1967 – Today My Way (Columbia Records, CL 2761/CS 9561)
- 1968 – Gentle on My Mind (Columbia Records, CS 9666)
- 1970 – Stand by Your Man (Harmony Records, HS 11381)
- 1970 – Honey Come Back (Columbia Records, CS 9999)
- 1971 – Green Green Grass of Home (Harmony Records, H 30407)
- 1971 – I'd Rather Be Sorry (Mercury Records, SR 61344)
- 1979 – A Touch of Country (51 West Records, Q 16015)
- 1981 – Aces (Plantation Records, PLP 548)
- 2000 – Brand New Tennessee Waltz (C.A.F. Records)

### Album dal vivo
- 1963 – Patti Page on Stage (Mercury Records, MG 20758/SR 60758)
- 1998 – Live at Carnegie Hall: The 50th Anniversary Concert (Drg Records, 91454)

### Raccolte
- 1955 – Romance on the Range (Mercury Records, MG 20076)
- 1960 – Golden Hits (Mercury Records, MG 20495)
- 1963 – Golden Hits Volume 2 (Mercury Records, MG 20794)
- 1969 – The Most of Patti Page (Mercury Records, PKW-2-118) 2 LP, raccolta di The Waltz Queen e Let's Get Away from It All
- 1971 – Tennessee Waltz (Pickwick Records, SPC-3277)
- 1980 – Sings Her Hits Vol. I (Exact Productions, EX 230)
- 1981 – Golden Hits Volume One (Plantation Records, PLP-42)
- 1985 – Patti Page's Golden Hits (The Good Music Record Co., GMR-80033)
- 1986 – Best Loved Favorites (Heartland Music Records, H-1034)
- 1986 – Golden Memories (Heartland Music Records, H-1035)
- 1986 – The Uncollected Patti Page with Lou Stein's Music (Hindsight Records, HSR-223)
- 1987 – Songs That Made Her Famous (Pair Records, PDL2-1166)
- 1989 – 16 Most Requested Songs (Columbia Records, CK 44401)
- 1991 – The Mercury Years Vol. 1 (Mercury Records, 314 510 433-2)
- 1991 – The Mercury Years Vol. 2 (Mercury Records, 314 510 434-2)

### Singoli
- 1946 – Never Pretend/My Sweet Papa (Skyline Records, 209) Patti Page with Al Clouser's Oklahomans
- 1947 – Every So Often/What Every Woman Knows (Mercury Records, 5061) Patti Page and Eddie Getz's Orchestra
- 1947 – I've Got Some Forgetting to Do/Can't Help Lovin' That Man (Mercury Records, 5063) Patti Page and Eddie Getz's Orchestra
- 1947 – I Feel So Smoochie /I'm Sorry I Didn't Say I'm Sorry (Mercury Records, 5078) Patti Page and The George Barnes Trio
- 1947 – There's a Man in My Life/The First Time I Kissed You (Mercury Records, 5087) Patti Page and The George Barnes Trio
- 1948 – It's the Bluest Kind of Blues/You Turned the Tables on Me (Mercury Records, 5098)
- 1948 – Confess/Twelve O'Clock Flight (Mercury Records, 5129) Patti Page and The George Barnes Trio
- 1948 – Ready Set Go/Gotta Have More Money (Mercury Records, 5142) Patti Page and George Barnes' Quartet
- 1948 – Tomorrow Night/Give Me Time (Mercury Records, 5153) Patti Page
- 1948 – My Sweet Adair/Five-Four-Three-Two (Mercury Records, 5184) Patti Page
- 1948 – I Can't Go on Without You/All My Love Belongs to You (Mercury Records, 5187)
- 1948 – Say Something Sweet to Your Sweetheart/Isn't It Romantic (Mercury Records, 5192) Vic Damone - Patti Page
- 1948 – Goody Goodbye/What's Wrong with Me (Mercury Records, 5199)
- 1949 – Where's the Man/So in Love (Mercury Records, 5230)
- 1949 – You Was!/Yes, Yes, Yes! (Mercury Records, 5234) Vic Damone - Patti Page
- 1949 – Streets of Laredo/My Dream Is Yours (Mercury Records, 5240)
- 1949 – Money, Marbles and Chalk/Where Is the One (Mercury Records, 5251)
- 1949 – Cabaret/Whispering (Mercury Records, 5290) Patti Page with Orchestra Conducted by Mitch Miller
- 1949 – Just One to Say I Love You/I'll Keep the Love Light Burning (In My Heart) (Mercury Records, 5310)
- 1949 – Just Got to Have Him Around/A Thousand Violins (Mercury Records, 5323) Patti Page with Mitch Miller's Orchestra
- 1949 – Dear Hearts and Gentle People/The Game of Broken Hearts (Mercury Records, 5336)
- 1949 – Oklahoma Blues/With My Eyes Wide Open I'm Dreaming (Mercury Records, 5344) Patti Page Rael Septet/Patti Page Quartet
- 1950 – I Don't Care If the Sun Don't Shine/I'm Gonna Paper All My Walls with Love Letters (Mercury Records, 5396) Patti Page with Orchestra Conducted by D'Artega
- 1950 – All My Love (Bolero)/Roses Remind Me of You (Mercury Records, 5455) Patti Page with Harry Geller and His Orchestra
- 1950 – Back in Your Own Backyard/The Right Kind of Love (Mercury Records, 5463) Patti Page-Harry Geller and His Orchestra and the Tune-Timers
- 1950 – Confess/That Old Feeling (Mercury Records, 5511)
- 1950 – All My Love (Bolero)/Back in Your Own Backyard (Mercury Records, 5512)
- 1950 – So in Love/Why Can't You Behave (Mercury Records, 5521)
- 1950 – The Tennessee Waltz/Boogie Woogie Santa Claus (Mercury Records, 5534)
- 1951 – The Tennessee Waltz/Long, Long Ago (Mercury Records, 5534)
- 1951 – Would I Love You (Love You, Love You)/Sentimental Music (Mercury Records, 5571)
- 1951 – Down the Trail of Achin' Hearts/Ever True Ever More (Mercury Records, 5579)
- 1951 – Tag-a-Long/Soft and Tenderly (Mercury Records, 5592)
- 1951 – Mockin' Bird Hill/I Love You Because (Mercury Records, 5595)
- 1951 – Mister and Mississippi/These Things I Offer You (Mercury Records, 5645)
- 1951 – Detour/Who's Gonna Shoe My Pretty Little Feet (Mercury Records, 5682)
- 1951 – And So to Sleep Again/One Sweet Letter (Mercury Records, 5706)
- 1951 – Whispering/Cabaret (Mercury Records, 5707)
- 1951 – That's All I Ask of You/I'm Glad You're Happy with Someone Else (Mercury Records, 5715)
- 1951 – Boogie Woogie Santa Claus/Christmas Choir (Mercury Records, 5729)
- 1951 – Jingle Bells/Christmas Choir (Mercury Records, 5730-X-45)
- 1951 – Santa Claus Is Coming to Town/Silent Night (Mercury Records, 5731)
- 1951 – White Christmas/The Christmas Song (Mercury Records, 5732)
- 1951 – Down in the Valley/I Want to Be a Cowboy's Sweetheart (Mercury Records, 5751)
- 1952 – Come What May/Retreat (Cries My Heart) (Mercury Records, 5772)
- 1952 – Whispering Winds/Love Where You Are (Mercury Records, 5816)
- 1952 – Once in Awhile/I'm Glad You're Happy with Someone Else (Mercury Records, 5867)
- 1952 – Release Me/Wedding Bells Will Soon Be Ringing (Mercury Records, 5895)
- 1952 – I Went to Your Wedding/You Belong to Me (Mercury Records, 5899)
- 1952 – Why Don't You Believe Me/Conquest (Mercury Records, 70025)
- 1953 – The Doggie in the Window/My Jealous Eyes (Mercury Records, 70070)
- 1953 – Oo What You Do to Me/Now That I'm in Love (Mercury Records, 70127)
- 1953 – Tell Me Why/Big Mamou (Mercury Records, 70137)
- 1953 – Butterflies/This Is My Song (Mercury Records, 70183)
- 1953 – Arfie, the Doggie in the Window/Artie Goes to School (Mercury Records, 70190)
- 1953 – Father, Father/The Lord's Prayer (Mercury Records, 70222)
- 1953 – My World Is You/Milwaukee Polka (Mercury Records, 70230)
- 1953 – Changing Partners/Where Did My Snowman Go (Mercury Records, 70260)
- 1954 – Changing Partners/Don't Get Around Much Anymore (Mercury Records, 70295)
- 1954 – Cross Over the Bridge/My Restless Lover (Mercury Records, 70302)
- 1954 – Steam Heat/Lonely Days (Mercury Records, 70380)
- 1954 – What a Dream/I Cried (Mercury Records, 70416)
- 1954 – The Mama Doll Song/I Can't Tell a Waltz from a Tango (Mercury Records, 70458)
- 1954 – Pretty Snowflakes/I Wanna Go Dancing with Willie (Mercury Records, 70506)
- 1954 – Let Me Go, Lover!/Hocus Pocus (Mercury Records, 70511)
- 1955 – Everlovin'/You Too Can Be a Dreamer (Mercury Records, 70528)
- 1955 – I Got It Bad/Don't Get Around Much Anymore (Mercury Records, 70532)
- 1955 – Little Crazy Quilt/Keep Me in Mind (Mercury Records, 70579)
- 1955 – Near to You/I Love to Dance with You (Mercury Records, 70607)
- 1955 – Piddily Patter Patter/Every Day (Mercury Records, 70657)
- 1955 – Croce di Oro (Cross of Gold)/Search My Heart (Mercury Records, 70713)
- 1955 – Go On with the Wedding/The Voice Inside (Mercury Records, 70766)
- 1956 – Too Young to Go Steady/My First Formal Gown (Mercury Records, 70820)
- 1956 – Allegheny Moon/The Strangest Romance (Mercury Records, 70878)
- 1956 – Mama from the Train/Every Time) I Feel His Spirit) (Mercury Records, 70971)
- 1956 – Repeat After Me/Learnin' My Latin (Mercury Records, 71015)
- 1957 – A Poor Man's Roses (Or a Rich Man's Gold)/The Wall (Mercury Records, 71059)
- 1957 – Old Cape Cod/Wondering (Mercury Records, 71101)
- 1957 – No One to Cry To/Money, Marbles and Chalk (Mercury Records, 71177)
- 1957 – I'll Remember Today/My How the Time Goes By (Mercury Records, 71189)
- 1957 – Belonging to Someone/Bring Up Together (Mercury Records, 71247)
- 1958 – Another Time, Another Place/These Worldly Wonders (Mercury Records, 71294)
- 1958 – Left Right Out of Your Heart (Hi Lee Hi Lo Hi Lup Up Up)/Longing to Hold You Again (Mercury Records, 71331)
- 1958 – Fibbin'/You Will Find Your Love (In Paris) (Mercury Records, 71335)
- 1958 – Trust in Me/Under the Sun Valley Moon (Mercury Records, 71400)
- 1959 – The Walls Have Ears/My Promise (Mercury Records, 71428)
- 1959 – With My Eyes Wide Open I'm Dreaming/My Mother's Eyes (Mercury Records, 71469)
- 1959 – Goodbye Charlie/Because Him Is a Baby (Mercury Records, 71510)
- 1959 – The Sound of Music/Little Donkey (Mercury Records, 71555)
- 1960 – Two Thousand, Two Hundred, Twenty-Three Miles/Promise Me, Thomas (Mercury Records, 71597)
- 1960 – One of Us (Will Weep Tonight)/What Will My Future Be (Mercury Records, 71639)
- 1960 – I Wish I'd Never Been Born/I Need You (Mercury Records, 71695)
- 1960 – Don't Read the Letter/That's All I Need to Know (Mercury Records, 71745)
- 1961 – A City Girl Stole My Country Boy/Dondi (Mercury Records, 71792)
- 1961 – You'll Answer to Me/Mom and Dad's Waltz (Mercury Records, 71823)
- 1961 – Broken Heart and a Pillow Filled with Tears/Dark Moon (Mercury Records, 71870)
- 1961 – Go On Home/Too Late to Cry (Mercury Records, 71906)
- 1962 – Most People Get Married/You Don't Know Me (Mercury Records, 71950)
- 1962 – The Boys' Night Out/Three Fools (Mercury Records, 72013)
- 1962 – Everytime I Hear Your Name/Let's Cry Together (Mercury Records, 72044)
- 1963 – High on the Hill of Hope/By a Long Shot (Mercury Records, 72078)
- 1963 – I'm Walkin'/Invitation to the Blues (Mercury Records, 72123)
- 1963 – Pretty Boy Lonely/Just a Simple Melody (Columbia Records, 4-42671)
- 1963 – Say Wonderful Things/I Knew I Would See Him Again(Columbia Records, 4-42791)
- 1963 – Nobody/Maybe He'll Come Back to Me (Columbia Records, 4-42857)
- 1963 – Love Letters/If and When (Columbia Records, 4-42902)
- 1964 – I Adore You/I Wonder, I Wonder, I Wonder (Columbia Records, 4-42963)
- 1964 – Drive-In Movie/I'd Rather Be Sorry(Columbia Records, 4-43019)
- 1964 – Drina (Little Soldier Boy)/Promises (Columbia Records, 4-43078)
- 1964 – Don't You Pass Me By/Days of the Waltz(Columbia Records, 4-43183)
- 1965 – Hush, Hush, Sweet Charlotte/Longing to Hold You Again (Columbia Records, 4-43251)
- 1965 – You Can't Be True, Dear/Who's Gonna Shoe My Pretty Little Feet (Columbia Records, 4-43345)
- 1965 – Ribbons and Roses/That's What I Tell Him (Columbia Records, 4-43429)
- 1965 – Happy Birthday, Jesus (A Child's Prayer)/Christmas Bells (Columbia Records, 4-43447)
- 1966 – Till You Come Back to Me/Custody (Columbia Records, 4-43517)
- 1966 – Can I Trust You?/In This Day an Age (Columbia Records, 4-43647)
- 1966 – It's the World Outside/Detour (Columbia Records, 4-43761)
- 1966 – Almost Persuaded/It's the World Outside (Columbia Records, 4-43794)
- 1966 – The Wishing Doll/Music and Memories (Columbia Records, 4-43909)
- 1967 – Wish Me a Rainbow/This Is the Sunday (Columbia Records, 4-43990)
- 1967 – Walkin' - Just Walkin'/Same Old You (Columbia Records, 4-44115)
- 1967 – What's She Got That I Ain't Got (Darlin')/Pretty Bluebird (Columbia Records, 4-44242)
- 1967 – All the Time/Pretty Bluebird (Columbia Records, 4-44257)
- 1967 – Gentle on My Mind/Excuse Me (Columbia Records, 4-44353)
- 1968 – Little Green Apples/This House (Columbia Records, 4-44556)
- 1968 – Stand by Your Man/Red Summer Roses (Columbia Records, 4-44666)
- 1969 – A Mighty Fortress Is Our Love/The Love Song (Columbia Records, 4-44778)
- 1969 – Boy from the Country/You Don't Need a Heart (Columbia Records, 4-44989)
- 1969 – Pickin' Up the Pieces/Tied Down (Columbia Records, 4-45059)
- 1970 – I Wish I Had a Mommy Like You/He'll Never Take the Place of You (Columbia Records, 4-45159)
- 1970 – Give Him Love/Wish I Could Take That Little Boy Home (Mercury Records, 73162)
- 1971 – Make Me Your Kind of Woman/I Wish I Was a Little Boy Again (Mercury Records, 73199)
- 1971 – I'd Rather Be Sorry/Words (Mercury Records, 73222)
- 1971 – Think Again/A Woman Left Lonely (Mercury Records, 73249)
- 1972 – Jody and the Kid/Things We Care About (Mercury Records, 73280)
- 1972 – Come What May/Love Is a Friend of Mine (Mercury Records, 73306)
- 1972 – Hello We're Lonely/We're Not Getting Older (Mercury Records, 73347) Patti page and Tom T. Hall
- 1973 – Love Lives Again/I Can't Sit Still (Epic Records, 11032)
- 1973 – You're Gonna Hurt Me/Mama Take Me Home (Epic Records, 11072)
- 1974 – Someone Came to See Me/One Final Stand (Epic Records, 11109)
- 1974 – I May Not Be Lovin' You/Whoever Finds This, I Love You (Avco Records, 603)
- 1975 – Pour Your Lovin' on Me/Big Wind from Dallas (Avco Records, 607)
- 1975 – Less Than the Song/Did He Ask About Me (Avco Records, 613)